# Pavlovce (Prešov)
Pavlovce é um município da Eslováquia, situado no distrito de Vranov nad Topľou, na região de Prešov. Tem 17,57 km² de área e sua população em 2018 foi estimada em 792 habitantes.

## Demografia
| Ano:        | 1994 | 2004    | 2014   | 2024   |
| ----------- | ---- | ------- | ------ | ------ |
| Broj ljudi: | 625  | 716     | 762    | 836    |
| Razlika:    |      | +14,56% | +6,42% | +9,71% |

| Ano:               | 2023 | 2024   |
| ------------------ | ---- | ------ |
| Número de pessoas: | 837  | 836    |
| Diferença:         |      | -0,11% |